# الشعوب الأندمانية

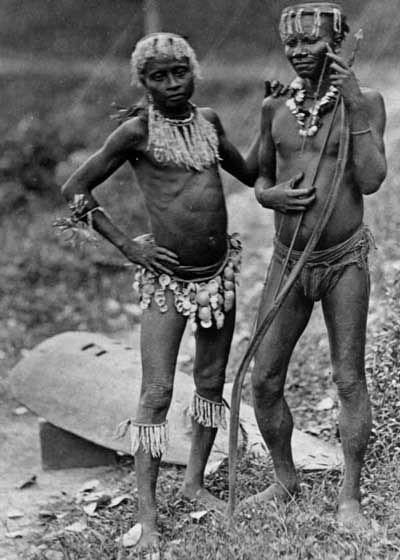

الشعوب الأندمانية أو الأندمانيون (بالإنجليزية: Andamanese)‏ هم مجموعة متنوعة من الشعوب الأصلية في جزر أندمان وجزء من أراضي إقليم «جزر أندمان ونيكوبار» الاتحاديّ التابع للهند في الجزء الجنوبي الشرقي من خليج البنغال جنوب شرق آسيا. تُعد الشعوب الأندمانية من المجموعات المتنوعة المصنفة ضمن شعوب النيغريتو بسبب لون جلدهم الداكن وقامتهم القصيرة. اعتاد الأندمانيون عيش حياة الصيد وجمع الثمار، ويبدو أنهم عاشوا في عزلة كبيرة لآلاف السنين. يُقترح أن الأندمانيين استقروا في جزر أندمان في فترة العصر الجليدي الأخير، منذ نحو 26000 سنة.
تتضمن الشعوب الأندمانية شعب جاراوا وشعب أندمان الكبير من جزيرة أندمان الكبرى، وشعب جانغيل من جزيرة روتلاند، وشعب الأونج من جزيرة أندمان الصغرى، وشعب سينتينليز من جزيرة نورث سنتينل. في نهاية القرن الثامن عشر، عندما بدؤوا أول اتصال مستمر مع العالم الخارجي، كان قد تبقى منهم ما يُقدر بـ 7000 أندمانيّ. في القرن التالي، هلكوا بشكل كبير نتيجة الأمراض والعنف وفقدان الأراضي. أما اليوم، فقط 400–450 أندمانيّ ما يزالوا موجودين مع انقراض شعب جانغيل. شعب جاراوا وسينتينليز فقط هما من يحافظان على استقلال ثابت، ويرفضان أغلب محاولات الاتصال مع جهات خارجية.
الأندمانيون هم قبيلة مجدولة في دستور الهند. 

## نبذة تاريخية

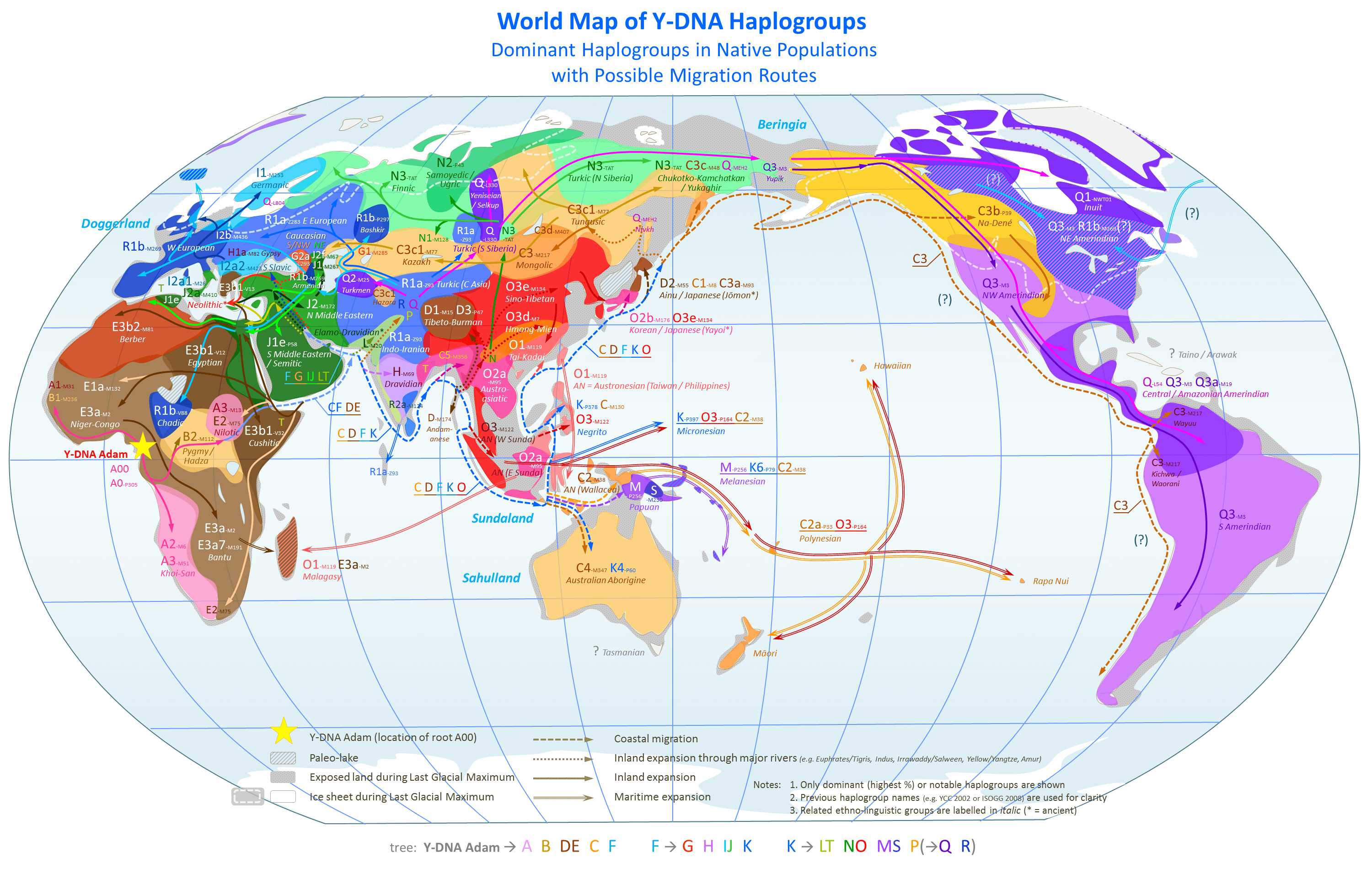
خريطة الهجرة البشرية

حتى أواخر القرن الثامن عشر، حُفِظت ثقافة الأندمانيين ولغتهم وجيناتهم من التأثيرات الخارجية بسبب ردود أفعالهم العنيفة ضد الزائرين، إذ كانوا يقتلون جميع الأجانب الناجين من تحطم السفن، ناهيك عن عزلة الجزر. وهكذا يُعتقد أن القبائل المتنوعة ولغاتها غير المفهومة فيما بينها قد تطورت من تلقاء نفسها على مدى آلاف السنين.

### الأصول
وفقًا للدراسة التي أجراها تشاوبي وإنديكوت (2013)، أُهِلت جزر أندمان قبل أقل من 26 ألف عام من قبل شعب لم ينحدر مباشرةً من نسل المهاجرين الأوائل خارج أفريقيا. وفقًا لما ذكره وانغ وآخرون (2011) 
... من المرجح أن أرخبيل أندمان قد سكنه أناس حديثو العصر من شمال شرق الهند عبر الجسر البري الذي يربط أرخبيل أندمان وميانمار في فترة العصر الجليدي الأخير، وهذا سيناريو يتفق تمامًا مع الأدلة المستمدة من الدراسات اللغوية ودراسات المناخ القديم. 
كان يفترض سابقًا أن أجداد الأندمانيين قد شكّلوا جزءًا من الهجرة الساحلية العظمى الأولى التي كانت أول توسع للإنسانية خارج أفريقيا عبر شبه الجزيرة العربية وعلى طول المناطق الساحلية من البر الرئيسي الهندي باتجاه جنوب شرق آسيا والصين وأوقيانوسيا. يُعتبر الأندمانيون نموذجًا صافيًا من سكان النيغريتو المفترضين، الذين أظهروا سمات جسدية مشابهة وكان من المفترض أن تكون موجودة في جميع أنحاء جنوب شرق آسيا. ثمّة شكوك حول وجود سكان النيغريتو في الوقت الحاضر. وقد تكون القواسم المشتركة بينهم نتيجة للتقارب التطوري و/أو التاريخ المشترك. 
يُظهِر بولبك (2013) أن الحمض النووي الميتاكوندري الأمومي للأندمانيين هو من مجموعة الهابلوغروب إم بكامله. ينتمي حمضهم النووي واي إلى مجموعة الهابلوغروب دي التي لم تُشاهد خارج الشعوب الأندمانية، وهي حقيقة تؤكد عزلة هذه القبائل. يؤكد تحليل الحمض النووي الميتاكوندري (mtDNA) – الموروث حصرًا من الأم – النتائج المذكورة أعلاه. ينتمي جميع أفراد شعب الأونج إلى الهابلوغروب إم، وهي مجموعة فريدة لدى شعب الأونج. تمثل هذه الهابلوغروب المنحدرة من أفريقيا كامل نسب الأونج والأندمانيين، وهي الهابلوغروب السائدة لدى شعب السيمانغ في ماليزيا. وعلاوة على ذلك، فإن الهابلوغروب إم هي المجموعة الجينية الأحادية الأكثر شيوعًا في آسيا، إذ تمثل 60% من جميع الأنساب الأمومية. 
توصلت دراسة أُجريت عام 2017 من قِبل موندال وآخرين إلى أن نسب الريانغ D1a3 (أحد الشعوب التبيتية-البورمية) والأندمانيين D1a3 يمتلكان أقرب نسب لهما في شرق آسيا. تشارك شعبي جاراوا والأونج بالنسب D1a3 فيما بينهم خلال الـ 7000 سنة الماضية، لكنها مختلفة عن نسب D1a2 الياباني قبل 53000 سنة. يقترحون أيضًا أن: «هذا يوحي بقوة بأن الهابلوغروب دي لا تشير إلى أصل منفصل للشعوب الأندمانية. بل إن الهابلوغروب دي كانت جزءًا من التنوعات الثابتة التي حملها التوسع خارج إفريقيا، ثم فُقِدت لاحقًا من أغلب السكان باستثناء الأندمانيين وبقيت جزئيًا في اليابان والتبت». 

### تناقص السكان
تغيرت حالة العزلة الواقية للشعوب الأندمانية مع أول وجود استعماري بريطاني والمستوطنات اللاحقة، ما أدى إلى كارثة لديهم. مع افتقارهم للمناعة ضد الأمراض المُعدية الشائعة في البر الرئيسي الأوراسي، هجر شعب جاوارا مواطنهم الكبيرة نتيجة تفشي الأمراض في المناطق الجنوبية الشرقية من جزيرة أندمان الجنوبية في غضون أربع سنوات (1789-1793) منذ المستوطنة الاستعمارية البريطانية الأولى عام 1789. انتشرت الأوبئة كذات الرئة والحصبة والأنفلونزا بسرعة وكبّدتهم خسائر فادحة كما فعل إدمان الكحول. في القرن التاسع عشر، قتلت الحصبة 50% من سكان الأندمانيين. بحلول عام 1875، كان الأندمانيون بالفعل «على حافة الانقراض» ومع ذلك فإن محاولات الاتصال بهم، وإخضاعهم واستمالتهم استمرت بلا هوادة. في عام 1888، وضعت الحكومة البريطانية سياسة «منح الهدايا المنظمة» التي استمرت بأشكال شتّى حتى فترة طويلة من القرن العشرين.
ثمّة أدلة تشير إلى أن بعض أقسام الإدارة الهندية البريطانية كانت تعمل عمدًا على إبادة القبائل. بعد منتصف القرن التاسع عشر، أقام البريطانيون مستعمرات عقابية على الجزر ووصل عدد متزايد من مستوطني البر الرئيسي الهندي وشعب كارين منتهكين الأراضي السابقة للشعوب الأندمانية، ما أدى إلى التعجيل بانحدار القبائل.
استسلم العديد من الأندمانيين للحملات البريطانية الانتقامية لمقتل بحارة سفينة محطمة. في حملة جزر أندمان عام 1867، قُتل عشرات الأفراد من شعب الأونج على يد جنود البحرية البريطانية بعد مقتل بحارة سفينة محطمة، ما أدى لمنح وسام صليب فيكتوريا لأربعة جنود بريطانيين. 

في عام 1923، كتب عالم الطيور والأنثروبولوجيا البريطاني فرانك فين –  الذي زار الجزر في 1890 – أثناء عمله في المتحف الهندي، واصفًا الأندمانيين بأنهم «أكثر الشعوب بدائيةً في العالم»: 
اعتدّت أن أحسد الأفراد الأقزام لزيّهم البسيط، الذي كان في حالة السيدات عبارة عن خيط وحزام حول الخصر، وبالنسبة للرجال لم يرتدوا أي شيء إطلاقًا. يهتم موظف مدني إنجليزي بمصالحهم، ويجب عليه أن يحرص ألا يبيعهم أحد المشروبات الكحولية أو يتداخل معهم بأي شكل من الأشكال؛ ولكن حتى هذا الموظف  المسؤول –  كما يُلقَّب – لا يجرؤ على الانخراط بينهم حيث هو غير معروف، ويتطلب الأمر التحلي بالكثير من اللباقة والكياسة لمقابلة الزعيم المحلي.
في أربعينيات القرن العشرين، قصف جيش الياباني الإمبراطوري جاراوا بسبب عدائيتهم. تعرض هجوم اليابانيين لانتقادات من قبل العديد من المراقبين باعتباره جريمة حرب.